# ГЕС Монпезат
ГЕС Монпезат — гідроелектростанція на південному сході Франції.
Ресурс для роботи цієї дериваційної ГЕС збирають неподалік від витоків Луари (впадає у Біскайську затоку Атлантичного океану), на сході Центрального масиву. Для цього використовують:
- греблю Veyradère висотою 12,5 метра та довжиною 45 метрів, зведену на однойменній лівій притоці Луари. Об'єм утримуваної нею води незначний (50 тис. м3), проте вона дозволяє відводити ресурс у дериваційний канал до озера d'Issarles;
- природне озеро d'Issarles, яке при площі 0,9 км2 та глибині до 138 метрів вміщує 30 млн м3;
- бетонну аркову греблю Moulin de Peyron висотою 42 метри, довжиною 172 метри, товщиною від 1,5 до 4,6 метра, яка потребувала 14,9 тис. м3 матеріалу. Зведена на іншій лівій притоці Луари Gage, вона утримує водойму об'ємом 3,4 млн м3, яка приймає ресурс із озера d'Issarles через один тунель та передає його до сховища La Palisse через інший;
- бетонну аркову греблю La Palisse висотою 55 метрів, довжиною 195 метрів, товщиною від 1,5 до 5,7 метра, на спорудження якої пішло 30 тис. м3 матеріалу. Вона зведена на самій Луарі вище від впадіння у неї згаданих вище приток Veyradère та Gage та утримує сховище об'ємом 8,5 млн м3.
Від останнього водосховища веде дериваційний тунель на південний захід в долину річки Fontoliere, яка є лівою притокою Ardeche, що в свою чергу впадає справа у Рону (басейн Середземного моря). Загальна довжина дериваційних тунелів гідрокомплексу становить 25 км.
На підході до машинного залу тунель переходить в напірний водовід, що забезпечує напір у 635 метрів. Зал споруджений у підземному виконанні на глибині 120 метрів та обладнаний двома турбінами типу Пелтон загальною потужністю 138 МВт. Відпрацьована вода відводиться до Fontaulière через тунель довжиною 2,7 км.
Вироблена продукція транспортується за допомогою ЛЕП, що працює під напругою 225 кВ.
Окрім виробництва електроенергії, влітку гідрокомплекс здійснює перепуски води для підтримки її рівня в Ardeche та Луарі.